# Tupinambis quadrilineatus
Tupinambis quadrilineatus är en ödleart som beskrevs av  Manzani och ABE 1997. Tupinambis quadrilineatus ingår i släktet Tupinambis och familjen tejuödlor. Inga underarter finns listade i Catalogue of Life.